# Cypress
Cypress je město ve Spojených státech amerických. Nachází se v okrese Orange County ve státě Kalifornie. Ve městě žije přibližně 50 tisíc obyvatel a jeho rozloha činí 17,1 km².
Sousedními obcemi sídla jsou La Palma, Long Beach, Hawaiian Gardens, Lakewood, Cerritos, Buena Park, Anaheim, Stanton, Garden Grove a Los Alamitos. V minulosti bylo město přezdíváno jako Waterville, a to zejména kvůli artéským studnám, které se zde nacházely. Při svém vzniku v roce 1956 však neslo název Dairy City, o pouhý rok později však obyvatelé města v hlasování rozhodli o jeho přejmenování na dnešní název. V roce 2020 tvořili asi 37 % obyvatel města Asiaté, 33 % běloši, 22 % Hispánci, 3 % Afroameričané a 1 % obyvatelé původem z tichomořských ostrovů.
Největším zaměstnavatelem ve městě je společnost UnitedHealth Group, mezi další významné zaměstnavatele ve městě pak patří také Siemens, vysoká škola Cypress College, Zodiac Aerospace, Yamaha Motor Company nebo Costco.

## Rodáci
- Tiger Woods (* 1975) – americký golfista
- John Stamos (* 1963) – americký herec a zpěvák